# Burg Shinjō

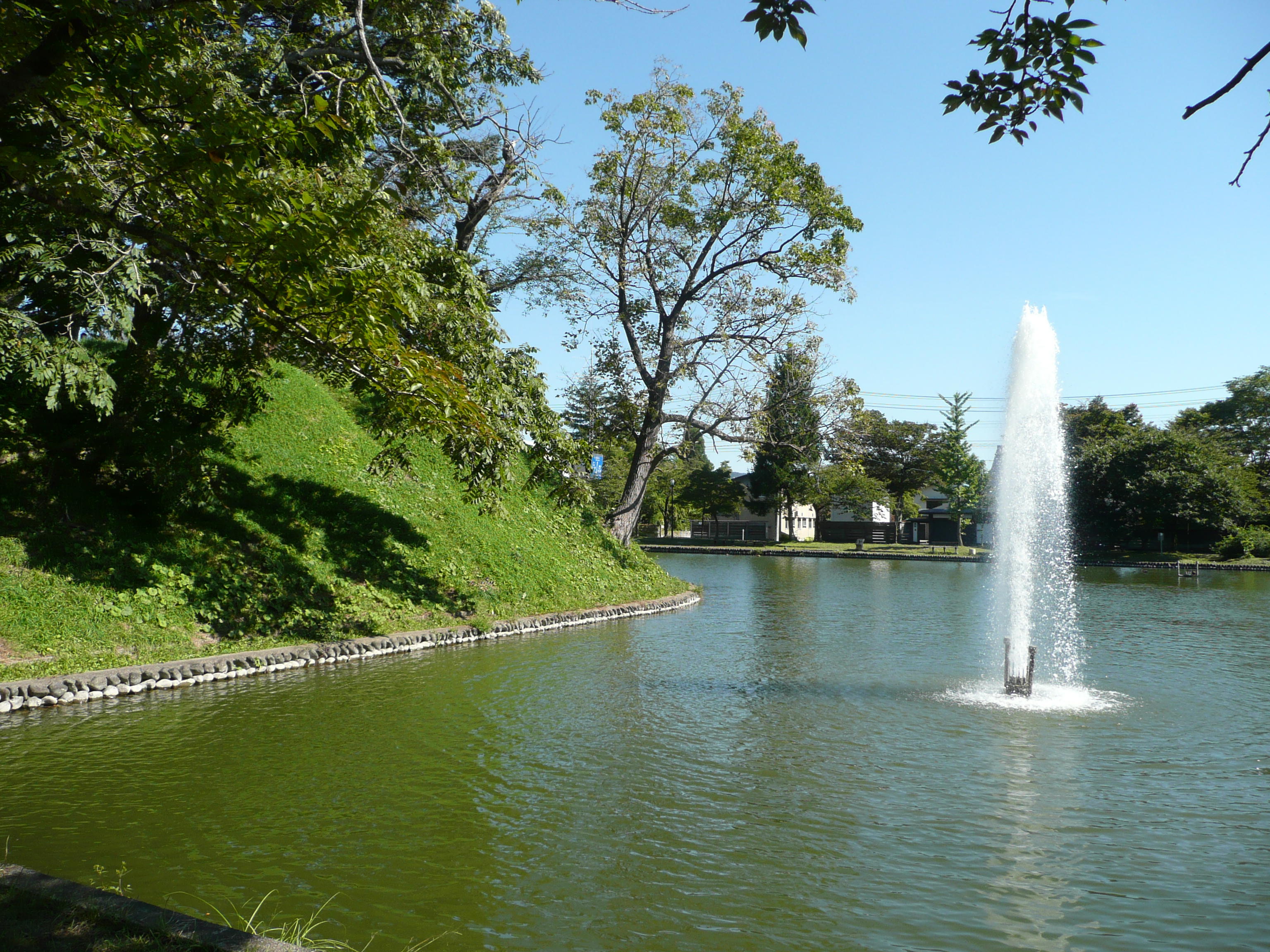
Burggraben

Die Burg Shinjō (japanisch 新庄城, Shinjō-jō) befindet sich in der Stadt Shinjō in der Präfektur Yamagata. In der Edo-Zeit residierten dort durchgehend die Tozawa als Tozama-Daimyō.

## Geschichte
Im Jahr 1622 wurden die Mogami abgesetzt, ihre am Mamuro-Fluss (真室川) gelegene Burg Sakenobe-jō (鮭延城) ging an die Tozawa, die von Hitachi-Matsuoka kamen. Da die Burg aber ungünstig für die Verwaltung des Han gelegen war, errichteten die Tozwa zwei Jahre später eine neue Burg. Den Plan für die Burg soll Torii Tadamasa (鳥居忠政; 1566–1628), Burgherr von Yamagata und ein Stiefbruder von Tozawa Masamori, entworfen haben. Die Burg wurde in einem Jahr fertiggestellt und blieb Sitz der Tozawa bis zur Meiji-Restauration 1868.
Da im Boshin-Krieg die Tozawa, wie auch die Satake von Akita auf der Seite der neuen Regierung standen, wurde die Burg von den shogunatstreuen Truppen des Tsurugaoka-Han angegriffen. Die Burg konnte von den Verteidigern nicht gehalten werden und wurde von diesen in Brand gesetzt.

## Die Anlage

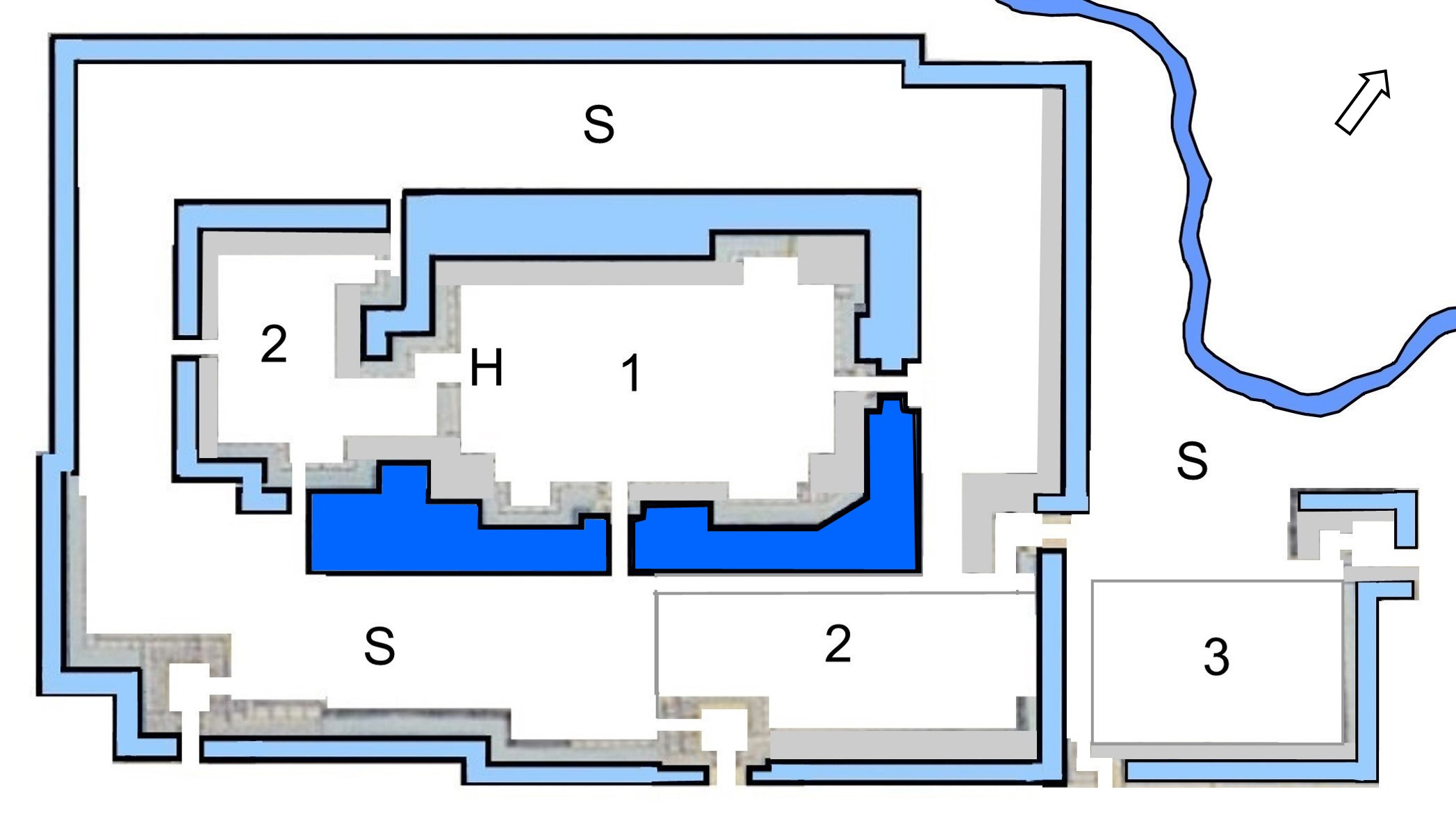
Burg Shinjō (Siehe Text)

Die Burg lag als Niederungsburg einer schmalen Landzunge im Sumpfgebiet zwischen den Flüssen Sasunogawa (指首野川) und Nakanogawa (中野川). Die Burg, rechteckig angelegt, bestand aus dem zentralen Burgbereich, dem Hommaru (本丸; 1), an den sich im Westen und Süden der zweite Burgbereich, das Ni-no-maru (二ノ丸; 2), anschloss. Im Osten war der dritte Burgbereich, das San-no-maru (三ノ丸; 3), angelegt. Weite Bereiche um die innere Burg herum waren den Samurai (S) überlassen worden.
Ursprünglich war das Hommaru durch einen Burgturm (天守, tenshu) geschützt, der aber in Bränden in den Jahren 1627 und 1636 verloren ging und dann nicht wieder aufgebaut wurde. – Vom Haupttor (大手門, Ōte-mon, H) des Hommaru ist noch der steinernen Unterbau gut erhalten. Auch Mauern, Erdwälle und ein Teil des Wassergrabens (in der Zeichnung dunkelblau) um das Hommaru sind erhalten.
Das Hommaru ist heute ein Park. Sein Name „Mogami-Park“ (最上公園, Mogami kōen) erinnert an die ersten Fürsten in dieser Gegend.